# 田中秋声
田中 秋声（たなかしゅうせい、1895年（明治28年）11月10日 - 1948年（昭和23年）5月9日）は日本の実業家、出版事業家。株式会社旭川新聞社創業者兼元社長。株式会社北海道新聞社初代取締役。別表記で田中秋聲。

## 経歴
1895年（明治28年）11月10日 北海道旭川市にて出生
1915年（大正4年）10月2日 旬刊「北海東雲新聞」創刊
1919年（大正8年）11月1日 「旭川新聞」に改題し日刊化
1937年（昭和12年）3月「旭川新聞」の組織体を株式会社に変更。取締役社長に就任。
1942年（昭和17年）11月1日 新聞統制により、北海道内11つのローカル誌が統合し、北海道新聞創刊。株式会社北海道新聞社取締役兼本社連格局長兼旭川支社長就任
1943年（昭和18年）4月16日 株式会社北海道新聞社取締役兼本社連格局長兼旭川支社長 辞任
1945年（昭和20年）9月29日 GHQ主導の「新聞制限法令即時停止指令」による新聞関係法令の廃止により、一県一紙制度が消滅。これを機に新聞社を再創業し、北海日日新聞創刊。
1947年（昭和22年）1月4日 GHQ主導で交付された「公職に関する就職禁止、退職等に関する勅令」のうち、G項審査判定基準「その他の軍国主義者・超国家主義者」に判定されたことから勅令第一号にて「公職追放」となる。
1948年（昭和23年）5月9日 死去